# Libellula cyanea

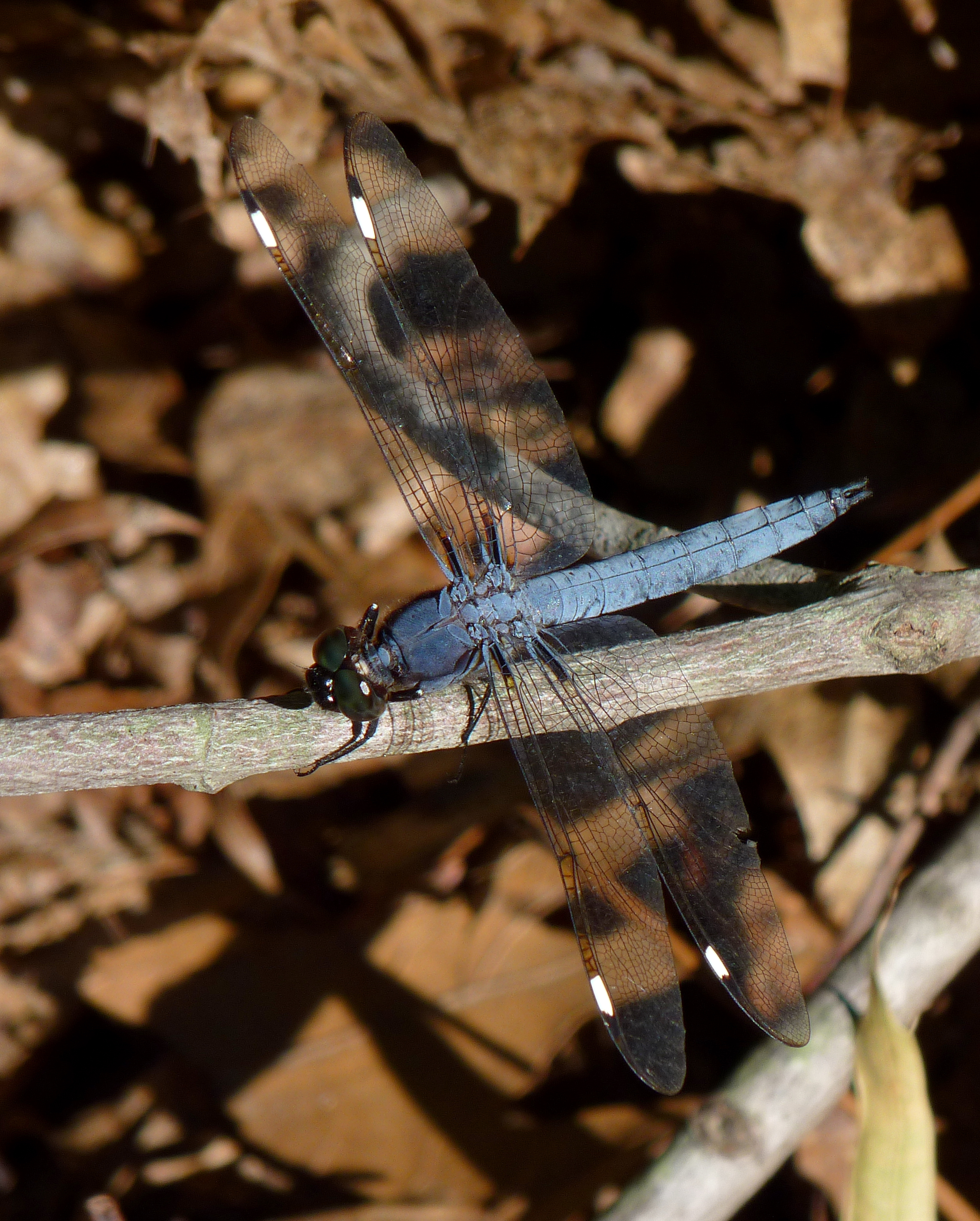
Älteres Männchen

Libellula cyanea ist eine Libellen-Art der Gattung Libellula aus der Unterfamilie Libellulinae. Ihr Verbreitungsgebiet erstreckt sich im Osten der USA von Maine bis Texas.

## Merkmale

### Bau der Imago
Das Tier erreicht eine Länge von 40 bis 48 Millimetern, wobei 29 bis 34 Millimeter davon auf das Abdomen entfallen. Die Vorderseite des Thorax ist braun und weist einen weißlichen bis gelblichen Streifen in der Mitte auf. Die Seiten sind hell und werden jeweils durch einen dunklen Streifen geteilt. 
Die Hinterflügel erreichen eine Länge von 31 bis 37 Millimeter und sind durchsichtig. Das Pterostigma ist zweifarbig braun und weiß. Bei Weibchen und gerade geschlüpften Tieren sind die Flügelspitzen und die Vorderpartie der Flügel bernsteinfarben. Die Beine sind am Ansatz braun und werden zum Ende hin schwarz.
Das relativ breite und kurze Abdomen ist bei Weibchen und jungen Männchen hellgelb mit dunklen Streifen in der Mitte und auf der Seite. Bei den Männchen färbt sich das Abdomen sowie die Hinterleibsanhänge mit dem Alterungsprozess hellblau.

### Bau der Larve
Die Larven besitzen zentral im Gesicht sitzende Augen und haben ein langes, sich zum Ende hin verjüngendes Abdomen. Der Rand des unpaaren Vorderteils des Labium, das sogenannte Prämentum ist glatt.

## Ähnliche Arten
Libellula cyanea sieht L. comanche ähnlich, deren Pterostigma allerdings einfarbig ist. Auch ist L. comanche größer und hat ein weißes Gesicht.
Und auch L. flavida und L. incesta haben nur einfarbige Pterostigmata.